# 이예춘
이예춘(李藝春, 1919년 7월 20일 ~ 1977년 11월 23일)은 대한민국의 영화 배우로, 평생 악역 배우만 전담했다. 배우 이덕화의 아버지이다.

## 생애
서울 출신으로 배재고등보통학교를 졸업한 뒤 1940년 악극단《약초》에 들어가 연기 생활을 시작했었는데, 특히 악역을 아주 잘했다. 
1945년에는 악극단《무궁화》를 창단하여 1955년 영화 피아골로 데뷔했다. 
1961년 신상옥 감독의《성춘향》에서 '변학도'역을 맡아 열연했는데, 이 영화가 흥행에 크게 성공하며 이예춘의 이름을 널리 알렸다. 
이후 성격파 배우 허장강하고 쌍벽을 이루는 악역 전문 배우로 한국 영화의 황금기를 이끌었다. 
또한 TBC(동양방송) 단편드라마에도 출연하였다. 
1977년 11월 아들 이덕화의 교통사고 소식에 충격을 받아 1968년부터 앓아 온 지병인 고혈압하고 당뇨 합병증이 악화되는 바람에 고인이 되었다(향년 59세).

## 학력
- 배재고등보통학교 졸업

## 작품
- 1955년 《피아골》(감독 이강천) - 김진규, 허장강, 노경희, 이예춘, 윤왕국
- 1957년 《나그네 설움》
- 1960년 《푸른하늘 은하수》
- 1961년 《현해탄은 알고 있다》(감독 김기영) - 공미도리, 김운하, 이예춘
- 1961년 《성춘향》(감독 신상옥) - 변학도 역
- 1963년 《단종애사》 - 수양 대군 (세조 이유) 역
- 1964년 《지옥은 만원이다》 - 염라 대왕 역
- 1964년 《맨발의 청춘》 - 신성일, 이예춘
- 1964년 《마도로스박》
- 1965년 《아빠 돌아와요》
- 1965년 《무덤에서 나온 신랑》
- 1965년 《홍콩의 왼손잡이》
- 1965년 《살인마》 - 이시목 역
- 1966년 《목없는 미녀》 - 오윤근 역
- 1967년 《악인가》
- 1968년 《남》
- 1969년 《지하실의 7인》
- 1969년 《북경열차》
- 1969년 《마법선》
- 1969년 《마녀성》
- 1970년 《홍콩의 단장잽이》
- 1970년 《의리에 산다》
- 1971년 《위자료》
- 1971년 《케이라스의 황금》
- 1972년 《석화촌》(감독 정진우)
- 1975년 《공포의 이중인간》(감독 이용민) - 이예춘, 김옥진, 진봉진 (아들 이덕화의 영화데뷔작)

## TV드라마
- 1965년 6월 11일 TBC드라마 형사수첩 - 《지옥의 호수》
- KBS 실화극장 - 《붉은 산》

## 수상
- 1962년 제1회 대종상영화제 남우조연상(현해탄은 알고 있다)

## 가족
아내 강원숙(姜原淑,1923~2003)은 한국 전쟁 때 여군으로 참전했고,약사로 일을 한 적이 있으며, 2003년 1월 14일에 선암으로 세상을 떠났다. 아들은 배우 이덕화, 손자는 이태희이며, 손녀는 이지현이다.

## 명대사
성춘향 변학도 역으로 "네 이놈! 한 수 못 지으면 당장 볼기를 맞을 테니 그리 알아라!"